# François Mathy
François Mathy né à Bruxelles le 31 décembre 1944  est un cavalier international belge, double médaillé aux Jeux olympiques de Montréal en 1976.
À Montréal, il montait Gai Luron et obtint deux médailles de bronze dans le concours de saut d'obstacles individuel ainsi que par équipe avec ses compatriotes belges Edgar-Henri Cuepper, Eric Wauters en Stanny Van Paesschen. Quatre ans plus tôt, il avait aussi participé  aux Jeux olympiques de Munich.
Il s'est reconverti dans l'élevage de chevaux et possède des écuries dans le hameau d'Hassoumont faisant partie de la commune d'Aywaille.